# Mitsubishi 500
Mitsubishi 500 – miejski samochód osobowy produkowany przez japońską firmę Mitsubishi w latach 1960-1962. Dostępny jako 2-drzwiowy sedan. Do napędu używano silników R2. Moc przenoszona była na oś tylną poprzez 3-biegową manualną skrzynię biegów. Samochód został zastąpiony przez model Colt 600.

## Dane techniczne

### Silnik
- R2 0,5 l (493 cm³), 2 zawory na cylinder, OHV
- Układ zasilania: gaźnik
- Średnica cylindra × skok tłoka: 70,00 mm × 64,00 mm
- Stopień sprężania: 7,1:1
- Moc maksymalna: 20 KM (15 kW) przy 5000 obr./min
- Maksymalny moment obrotowy: b/d

### Osiągi
- Przyspieszenie 0-100 km/h: b/d
- Prędkość maksymalna: b/d